# Thabo Cele
Thabo Cele (ur. 15 stycznia 1997 w KwaMashu) – południowoafrykański piłkarz występujący na pozycji pomocnika w rosyjskim klubie Fakieł Woroneż, reprezentant Południowej Afryki, olimpijczyk.

## Kariera klubowa
Grę w piłkę nożną rozpoczął w rodzinnym mieście KwaMashu w Induna Sports Academy. Następnie szkolił się w Stars Of Africa Football Academy, ponownie w Induna Sports Academy, KwaMashu All Stars oraz KZN Football Academy z Durbanu. W sezonie 2014/15 w barwach KwaMashu All Stars występował w ABC Motsepe League (III poziom rozgrywkowy).
W sierpniu 2016 roku, po odbyciu testów, został zawodnikiem portugalskiego klubu Real SC. W sezonie 2016/17 rozegrał w Campeonato de Portugal 24 mecze i strzelił 2 gole. W marcu 2017 roku podpisał pięcioletni kontrakt z SL Benfica i został włączony do drużyny rezerw, gdzie zaliczył 6 występów w LigaPro. W styczniu 2018 roku został wypożyczony na okres jednej rundy do Real SC, dla którego rozegrał 14 spotkań i zdobył 1 bramkę. Po powrocie do SL Benfica rozwiązał umowę z klubem i przeniósł się do CD Cova da Piedade. W barwach tego zespołu rozegrał 70 spotkań na poziomie LigaPro.
W październiku 2021 roku jako wolny agent podpisał dwuletni kontrakt z Radomiakiem Radom prowadzonym przez Dariusza Banasika.

## Kariera reprezentacyjna
W 2017 roku Cele zaliczył 3 występy na Mistrzostwach Świata U-20 w Korei Południowej, na których Południowa Afryka zajęła ostatnie miejsce w grupie. W lipcu 2021 roku został powołany do kadry U-23 na Igrzyska Olimpijskie w Tokio. Na turnieju tym rozegrał 3 spotkania, a jego zespół odpadł po fazie grupowej.
4 lipca 2017 zadebiutował w seniorskiej reprezentacji Południowej Afryki w meczu z Botswaną w ramach Pucharu COSAFA, wygranym 2:0.